# Graues Chemiegebäude

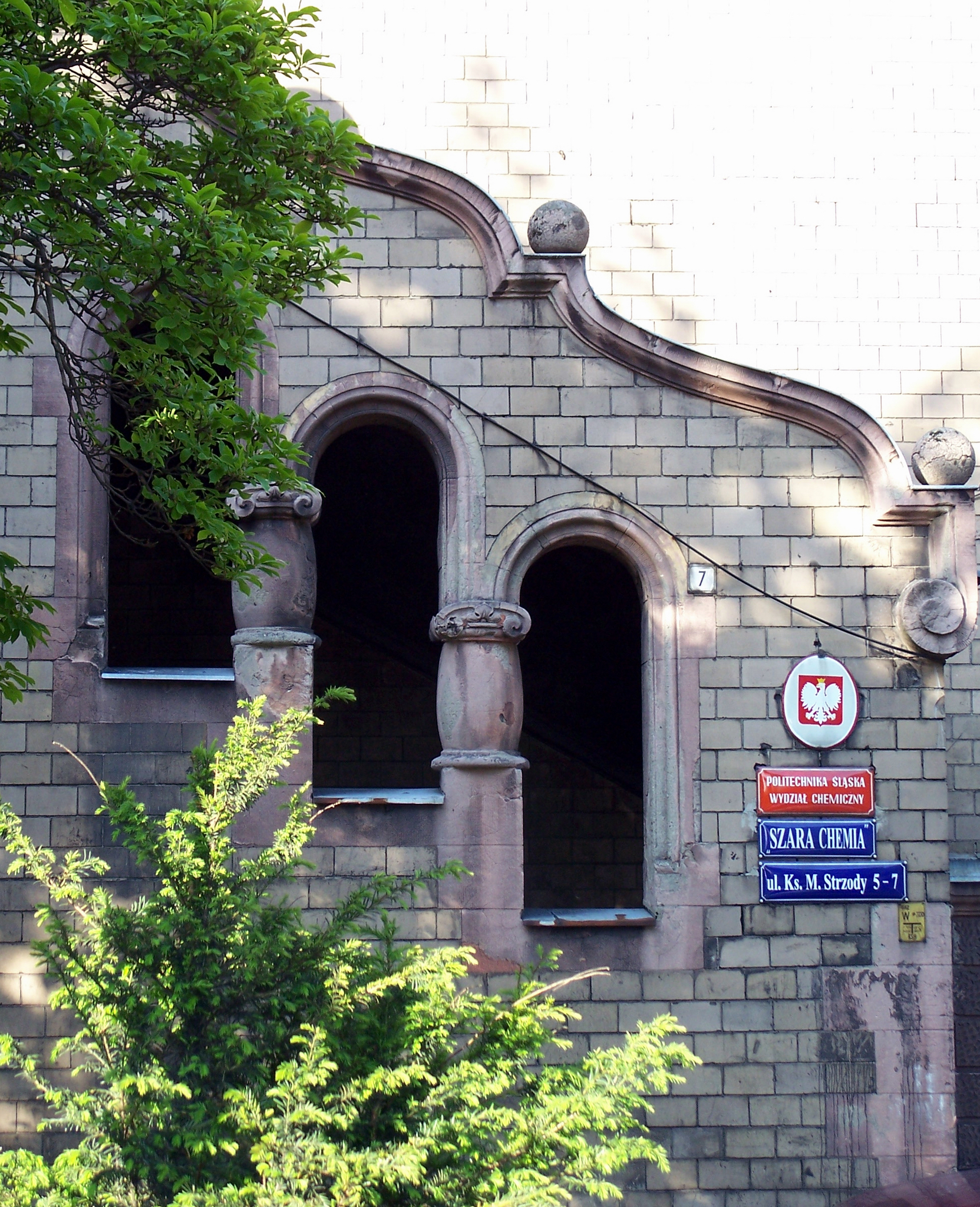
Eingang

Das „Graue Chemiegebäude“ (polnisch Szara Chemia, wörtlich „graue Chemie“) der Schlesischen Technischen Universität ist der umgangssprachliche Name eines Neorenaissancegebäudes in der ul. Marcina Strzody (ehemals Margarethenstraße) in Gliwice (Gleiwitz). Das Gebäude gehört wie das benachbarte Rote Chemiegebäude zum Lehrstuhl für Chemie.
Bis 1945 befand sich im Gebäude die Mittelschule der Stadt Gleiwitz für Mädchen und Jungen. Die Mittelschule wurde 1911 eröffnet. 1927 wurde das Schulgebäude nach Nordwesten erweitert.
An dem Gebäude befindet sich eines der alten Wappen von Gleiwitz in besonders umfangreich geschmückter Ausführung.

## Weblink
- Schulen in Gliwice

Koordinaten: 50° 17′ 37″ N, 18° 40′ 23″ O